# Lehmäselkä
Lehmäselkä är en kulle i Finland.  Den ligger i Rovaniemi i landskapet Lappland, i den norra delen av landet, 700 km norr om huvudstaden Helsingfors. Toppen på Lehmäselkä är 327 meter över havet.
Terrängen runt Lehmäselkä är huvudsakligen platt. Runt Lehmäselkä är det mycket glesbefolkat, med 2 invånare per kvadratkilometer.